# Glenflagler
Glenflagler – destylarnia single malt whisky, obecnie niedziałająca, znajdująca się w mieście Airdrie w Szkocji. Założona została w roku 1964.
Destylację rozpoczęto 25 lutego 1965 jednocześnie w Glenflagler i siostrzanej gorzelni Killyloch.
Glenflagler nie odniosła jednak sukcesu i została ostatecznie zamknięta i zburzona przez Inver House Distillers Limited w lipcu 1985.